# 아트 린슨
아트 린슨(Art Linson, 1942년 3월 16일 ~ )은 미국의 프로듀서, 각본가, 배우이다.
일리노이주 시카고에서 태어났다. 캘리포니아 대학교 버클리에 들어간 이후 캘리포니아 대학교 로스앤젤레스 로우스쿨을 졸업했다.

## 참여 작품

### 영화
- 멜빈과 하워드
- 리치몬드 연애 소동
- 와일드 라이프 (1984년 영화)
- 언터처블 (1987년 영화)
- 스크루지 (1988년 영화)
- 전쟁의 사상자들
- 천사탈주 (1989년 영화)
- 딕 트레이시 (1990년 영화)
- 클럽 싱글즈
- 니나 (1993년 영화)
- 이 소년의 삶
- 히트 (1995년 영화)
- 디 엣지 (영화)
- 위대한 유산 (1998년 영화)
- 에어 콘트롤
- 파이트 클럽 (영화)
- 선셋 스트립 (2000년 영화)
- 하이스트
- 스파르탄 (영화)
- 가공의 영웅
- 독타운의 제왕들
- 블랙 달리아 (영화)
- 인투 더 와일드 (영화)
- 할리우드 폭로전
- 런어웨이즈 (영화)
- 코미디언 (영화)
- 아웃사이더 (2018년 영화)

#### 각본
- 할리우드 폭로전
- 코미디언 (영화)

#### 감독
- 와일드 라이프 (1984년 영화)

#### 감사 표현
- 크로싱 가드

#### 텔레비전
- 썬즈 오브 아나키
- 옐로우스톤 (드라마)
- 1883 (드라마)
- 옐로우스톤 (드라마)